# Gioan Ingram (tử đạo)
John Ingram (/ˈɪŋɡɹəm/; sinh năm 1565, mất ngày 26 tháng 7 năm 1594) là một vị tử đạo, linh mục người Anh thuộc dòng Tên, sinh ra tại làng Stoke Edith thuộc hạt Herefordshire. Ông chịu tử đạo vào ngày 26 tháng 7 năm 1594 tại thị trấn Gateshead, dưới triều Nữ vương Elisabeth I của Anh. Ông được Giáo hoàng Pius XI tuyên chân phước cùng với 107 vị tử đạo khác vào ngày 15 tháng 12 năm 1929.

## Thuở thiếu thời
Người ta cho rằng John Ingram là con trai của ông Anthony Ingram, người làng Wolford, hạt Warwickshire và bà Dorothy Hungerford, con gái của nghị sĩ Sir John Hungerford. Ông thường bị nhầm lẫn với một người khác cũng có tên là John Ingram nhưng sinh ra ở thị trấn Thame, hạt Oxfordshire và từng theo học tại trường New College thuộc Viện đại học Oxford. Cũng vì lẽ đó mà đôi khi chân phước John Ingram làng Wolford được coi là một trong "Các vị tử đạo đến từ Oxford". Sự nhầm lẫn đến nỗi đánh đồng danh tính của hai ông John Ingram dường như khởi nguồn từ tác phẩm "Church History" của tác giả Carles Dodd (1739), rồi sự đánh đồng này lại xuất hiện trong hồi ký "Memoirs of Missionary Priests" của Giám mục hiệu tòa Doberus là Richard Challoner (1741) và duy trì qua nhiều lần tái bản.
Năm 17 tuổi (k. 1582), John Ingram rời nước Anh và đi thuyền đến thị trấn Douai, miền cực bắc nước Pháp. Sau khi trải qua một khóa huấn luyện cơ bản, anh John cùng với 3 thanh niên khác là Richard Haward, Thomas Heath và Christopher Haywood được gửi đến thành Reims để học tập dưới sự dẫn dắt của Hồng ý William Allen người Anh. Trên đường tới Reims, John Ingram cùng 3 bạn đồng học gặp một sự cố: xe của họ bị một phân đội kỵ binh đánh thuê theo chủ nghĩa Calvin (Kháng Cách) mai phục và giữ lại để đòi tiền chuộc theo lệnh của Công tước François xứ Anjou. Cứ liệu đầu tiên về chân phước John Ingram nằm trong bức thư do Hồng y William Allen, hiệu trưởng tại Reims, viết và gửi cho giám đốc chủng viện English College tại Roma.
"Trong lúc tôi đang soạn lá thư này để gửi Ngài, tin dữ đã đến với bốn em học trò trẻ tuổi. Trên đường đi từ thị trấn Douai đến ngôi trường này, các em đã bị trấn lột, và nay đang bị giam cầm, bởi binh lính của chúa tôi là em trai của Quốc vương bệ hạ, và họ đang đòi tôi một khoản tiền lớn để chuộc các em lại. Hiện giờ các quan binh đang đày những con tin bất hạnh đi từ trấn này sang trấn kia, hết tỉnh này sang tỉnh nọ, hướng về doanh trại của họ tại nước Bỉ. Chỉ có Thiên Chúa mới biết được giá chuộc các em là bao nhiêu tiền, vì các lá thư với những điều khoản có lợi [cho binh lính của Công tước] do Thị trưởng thành Reims cùng chính quyền thành ấy soạn và gửi cho chúng đã hoàn toàn ra vô hiệu".

Tuy nhiên, nhờ sự kiên cường và tháo vát, 4 anh em đã thành công thoát khỏi sự kiểm soát của binh lính và phân ra mỗi người tự mình đi về thành Reims. Từ tháng 10 đến tháng 11 năm 1582, các anh trở về Reims từng người một trong tình trạng hết sức khốn cùng. Vào tháng 4 năm 1583, anh John được phái đến một chủng viện dòng Tên mới được thành lập tại giáo xứ Pont-à-Mousson. Bề trên chủng viện khi đó là tu sĩ Edmund Hay người Scotland. Cha của Edmund Hay là một vị quan khâm sai làm việc tại Lãnh địa bá tước xứ Errol và cũng là họ hàng của Bá tước xứ này.

## Sứ vụ
Đến tháng 9 năm 1584, anh John rời giáo xứ Pont-à-Mousson để sang học tại chủng viện English College tại Roma và bắt đầu khóa học tại đây vào tháng 10 cùng năm. Ngày 10 tháng 6 năm 1585, anh đã tuyên khấn sẽ trở về nước Anh để phục vụ với tư cách là Linh mục thừa sai và đã lãnh một số chức thánh nhỏ (có tư liệu cho rằng anh được 'miễn chuẩn các điều bất hợp luật đã xảy ra do mắc tội ly giáo hoặc lạc giáo', cho thấy gia đình của anh chí ít đã từng theo tôn giáo thuộc phong trào Kháng Cách ở một mức độ nào đó). Anh John Ingram thụ phong linh mục tại Vương cung thánh đường thánh John Lateranô vào ngày 3 tháng 12 năm 1589, khi ấy anh được 24 tuổi. Linh mục John Ingram còn lưu lại tại chủng viện thêm gần 2 năm nữa trước khi khởi hành về nước Anh vào tháng 9 hoặc tháng 10 năm 1591 để thực thi sứ vụ của mình.
John Ingram lên đường đi từ Roma đến giáo xứ Abbeville nước Pháp, vòng sang Bruxelles (ở thành này anh đã dâng lễ tại một nhà nguyện bí mật của các tu sĩ dòng Tên), rồi từ đó đi lên Antwerpen là nơi anh sẽ viếng thăm và dâng lễ tại một nhà thờ thuộc dòng Chartreux. Tại Antwerpen, anh đã bỏ lại phẩm phục giáo sĩ của mình và mặc quần áo sao cho giống như các giáo dân. Việc di chuyển loanh quanh như vậy đã tiêu tốn của vị linh mục nhiều thời gian, lên đến vài tháng, chắc hẳn là để che dấu ý định và thân phận của mình khỏi tai mắt của mạng lưới điệp viên mà triều đình Anh Quốc cài cắm ở khắp các bến cảng trên eo biển Măng-sơ (tiếng Anh: Channel ports). Mạng lưới này thường xuyên canh chừng các linh mục và một số mục tiêu có lợi khác để ra lệnh bắt giữ khi các vị này cập bến nước Anh, hay là đồng thời kiểm soát và buộc các vị ấy phải đưa chính quyền tới những địa phương có người đạo Công giáo. Anh John Ingram có lẽ đã rời Antwerpen vào năm 1592, chèo thuyền đến Scotland (thay vì đến Anh) và cập bến tại một địa điểm nằm giữa Leith và Dunbar thuộc hạt Edinburgh (ông từ chối nói rõ nơi ông đã cập cảng).
Sau khi lưu lại vùng duyên hải ít lâu, anh John đi lên miền Đông Bắc nước Scotland. Nhờ tiếp xúc với Edmund Hay là vị linh hướng của mình, anh đã được ông biết về Francis Hay – Bá tước xứ Error đời thứ Chín, là người đã giới thiệu anh với một nhóm bạn hữu bao gồm George Gordon, hầu tước xứ Huntly đời thứ Nhất, Angus – đan trưởng đan viện Dumfries và Sir Walter Lindsay xứ Balgavie, người đã cổ võ các nhà quý tộc người Scotland có cái nhìn bao dung hơn với đạo Công giáo. Linh mục John Ingram sống tại tư dinh của Sir Walter Lindsay trong 18 tháng và đảm nhận chức vụ tuyên úy trường trú của tư dinh để phục vụ các tín hữu Công giáo trong vùng dưới vỏ bọc là một người quản gia. Một số người cho rằng ông đã giúp cho nhiều người được ơn trở lại đạo Công giáo.
Trong suốt cuộc đời của mình, Linh mục John đã từng có nhiều bí danh. Tuy nhiên, danh tiếng và hoạt động của ông chủ của anh John là Sir Walter Lindsay đã làm phương hại đến sự nghiệp truyền giáo của người linh mục tại đất Scotland. Dưới triều vua James VI của Scotland, nhiều vụ xung đột tôn giáo giữa  những tín đồ thuyết Calvin và những người đạo Công giáo đã nổ ra và đe dọa đến thẩm quyền của nhà vua cũng như nền hòa bình của vương quốc, mặc cho nhà vua đã có động thái khoan dung tôn giáo ở một mức độ nào đó. Chính Sir Walter Lindsay đã bị bắt giữ vì tội lật đổ vào năm 1589 và tống vào ngục trong lâu đài Edinburgh. Tuy được cho tại ngoại có điều kiện cho tới ngày xét xử, ông Lindsay đã không đến dự phiên tòa khi được yêu cầu. Đến năm 1593, sau khi tố cáo Sir Walter Lindsay tội phản loạn, Hội đồng tư vấn của Quốc vương lại triệu tập ông một lần nữa để chất vấn. Lần đó ông cũng vắng mặt. Vì vậy trong chuyến kinh lý vương quốc của mình, vua James VI đã ban cho ông Lindsay một ân huệ, đó là cùng đoàn tùy tùng của mình đến lâu đài của ông và cho phá hủy lâu đài ấy. Sau đó Sir Walter Lindsay đã đào tẩu sang nước Tây Ban Nha. Sự việc này đã làm dấy lên nhiều đồn đoán cho rằng các nhà quý tộc Công giáo bản địa đang dồn lực cùng Tây Ban Nha để xâm chiếm Scotland, thúc đẩy những người theo Kháng Cách vũ trang nhằm đối phó với người Tây Ban Nha.

## Bị giam giữ tại Anh Quốc
Thấy tình thế đã ra như vậy, Linh mục John Ingram quyết định chạy trốn về phương Nam và để tránh khỏi sự truy đuổi, anh đã lẻn qua biên giới nước Anh vào ngày 25 tháng 11 năm 1593. Anh John nghỉ chân một vài tiếng tại làng Wark on Tweed và có ghé một quán rượu ở làng này để dùng một chút đồ ăn cùng thức uống. Sau đó, anh đi thuyền về phía cửa sông để tìm cách lẻn vào Scotland nhưng đã bị lính biên phòng Anh Quốc gần Lâu đài Norham tình nghi và bắt giữ. Sau khi binh lính phát hiện anh tàng trữ hòm thánh tích, họ nghi ngờ anh là linh mục và mang anh đi nhốt ở Berwick sau khi được sự cho phép của thống đốc thị trấn là ông John Carew.
Nhiều người Scotland ủng hộ linh mục John đã cố gắng hết sức để chuộc anh ra khỏi tù, chẳng hạn như một vị địa chủ (tiếng Anh: laird) đã khẳng định anh John là con trai của mình, hay như nhiều người sẵn sàng chi ra một khoản tiền chuộc lớn lên đến một nghìn đồng crown để bảo lãnh vị linh mục người Anh. Tuy nhiên những nỗ lực trên của người Scotland chỉ làm cho quan lại Anh Quốc xác tín hơn rằng họ đã bắt sống được một nhân vật quan trọng, và một điều đáng chú ý đã xảy ra đó là đang khi thống đốc John Carew có ý định chấp nhận khoản tiền chuộc để trao trả tự do cho linh mục John Ingram, "tình báo trưởng" tân cử của Nữ vương Elisabeth I là Sir William Cecil, người kế vị ông Francis Walsingham, đã khăng khăng đòi đưa anh John Ingram lên kinh đô để chịu chất vấn trong Tháp Luân Đôn.
Ban đầu, anh John bị giam ở Berwick, sau đó được chuyển đến thành Newcastle upon Tyne, rồi đến thành York, và cuối cùng được chuyển về Tháp Luân Đôn. Tại tòa tháp này, anh đã sáng tác nhiều bài bài thơ ngắn mang tính cách trào phúng bằng tiếng Latinh, mà ngày nay chỉ còn 20 tác phẩm trong số đó.
Vị linh mục được giải tới Tháp Luân Đôn vào thứ Bảy Tuần Thánh, ngày 17 tháng 4 năm 1593, khi ấy annh được khoảng 27 tuổi. Về sau khi ở trong ngục, anh đã viết vài dòng thơ như sau:
Rocks are quarried, the entrails of the earth,
That Dives may have living rock for his tomb.
No tomb seek I; and yet shall there be a living tomb
For my lifeless body — the carrion-crow.
Tạm dịch: Đá đào ra rồi, trở nên ruột gan của trái đất,
Mà tạc cho phú ông một ngôi mộ trong hang
Còn tôi thì chẳng ham ngôi mộ; nhưng sẽ có một ngôi mộ sống
Cho thân xác vô hồn của tôi — nơi con quạ đen.

Sử dụng chất liệu hài đen, bài thơ của linh mục John Ingram ám chỉ rằng anh đã nhận thấy rõ tiền đồ của mình, vì phàm những ai bị kết tội nặng như tội của anh thì thường bị xử phanh thây và bêu xác thị chúng chứ không được an táng cách thông thường.
Ở Luân Đôn, anh John đã bị tra tấn cách dã man bởi Richard Topcliffe, một thợ săn linh mục. Cơ thể anh bị treo trong không trung thông qua ngón tay và cẳng tay trong thời gian dài, làm cho anh đau đến nỗi không thể cảm nhận được sự thụ cảm của cơ thể nữa. Anh cũng thường bị buộc vào cái trăn, nhưng người ta không biết anh chịu phương thức tra tấn này ở đâu và bởi người nào.
Vào ngày 13 tháng 7 năm 1593, anh John Ingram bị giải từ Luân Đôn về nhà giam thành York cùng với một vị linh mục khác là John Boste. Chân của hai vị linh mục bị cố định vào bụng con ngựa bằng một mối dây vì các cai ngục sợ rằng họ sẽ tìm cách đào ngục. Bên cạnh đó, các cai ngục còn cố tình cho hai con ngựa đứng cách xa nhau để hạn chế việc hai linh mục trò chuyện với nhau trên đường đến thành York. Khi đến nơi, linh mục John Ingram bị biệt giam suốt 4 ngày trong một căn hầm hôi thối của một ngôi nhà bị khóa trái mà không có một cái giường để nằm hay cái ghế đẩu để ngồi. Từ thành York, anh lại bị giải đi Newcastle và bị nhốt tại nhà giam Newgate trong 4 đêm, có lẽ là từ ngày 19 đến ngày 22 tháng 7 cùng năm.
Một ngày, có một phụ nữ đã đến và thăm anh John đang khi anh chịu án tù. Người phụ nữ này đã sửng sốt khi thấy tâm trạng thanh thản và vui tươi của vị linh mục; bà nói rằng anh John có lý do chính đáng để vui mừng vì ngày cưới của anh đã đến gần. Anh John chắc hẳn phải cảm thấy vui mừng vì anh đang hy vọng được hưởng phúc với vị hôn phu của mình trong vòng 10 ngày nữa. Bà cho rằng hy vọng của anh là rất tốt lành, nhưng bàn tiệc trần thế mà anh sắp hưởng dùng lại là cái chết; tuy nhiên vị linh mục lại trả lời với bà rằng phần thưởng dành cho anh thì ngọt ngào. Sự thanh thản và can đảm của anh John Ingram còn được phản ánh trong hai bức thư do anh soạn ở trong ngục và gửi đến cho các bạn hữu ngoài tù cũng như trong cùng nhà giam:
"Tôi trông đợi ngày xử tử của tôi, vào ngày thứ Năm trong tuần, cũng như cái chết của tôi trong vinh quang Thiên Chúa (...) trong thân xác đau đớn của tôi; [tuy vậy,] linh hồn tôi thì không đau đớn, không thấy bất hạnh, kiệt sức, hay bị giam hãm"

## Cuộc tử đạo
Anh John Ingram chịu xét xử trước Tòa đại hình Durham cùng với linh mục John Boste và George Swallowell, một thừa tác viên Anh giáo cải đạo Công giáo. Tại đây, vào ngày 23 tháng 7 năm 1594, Ingram và Boste bị kết tội phản nghịch theo đạo luật Jesuits, etc. Act 1584 (Luật chống lại các tu sĩ dòng Tên, linh mục thuộc chủng viện, và những người không vâng lời khác) vì luật này kết tội phản nghịch cho bất kỳ linh mục nào đã được truyền chức ở nước ngoài và đặt chân đến nước Anh, mặc dù quan tòa không có bằng chứng nào để cáo buộc anh John đã thi hành chức năng của một linh mục tại nước Anh.
Tuy nhiên có bằng chứng cho thấy một người Scotland đã đề nghị giao nộp cho triều đình Anh Quốc một nghìn đồng crown để chuộc lại linh mục Ingram và không được chấp thuận. Matthew Hutton (1529-1606), Giám mục giáo phận Durham (Giáo hội Anh giáo), đại diện cho Nhà nước của vương quốc, đã có một bài giảng trước các thẩm phán, theo đó ông đề nghị quan tòa mạnh tay truy tố các linh mục chủng viện, những người hỗ trợ cho họ và những kẻ xúi giục dưới quyền họ. Sau màn diễn thuyết của vị chủ chăn, phiên tòa xử án 3 tội nhân phản nghịch dường như đã cho biết kết quả trước khi bắt đầu xử án, và hai linh mục là John Ingram, John Boste cùng một giáo dân là George Swallowell bị tuyên án tử hình vào ngày 24 tháng 7 năm 1594. Khi linh mục John Ingram chịu xét hỏi theo thông lệ tại phiên tòa, thay vì kháng cáo, anh đã trả lời quan tòa rằng
"Xin thưa, tôi là một linh mục, và việc thi hành cùng thực hiện chức vụ linh mục của tôi không thể bị coi là tội phản nghịch bởi bất kỳ hệ thống luật pháp Kitô giáo nào; tôi van nài Thiên Chúa, xin Người tha tội cho các ông và những ai thực thi ngược lại với luật pháp Kitô giáo chân chính. Và với cả con tim của mình, tôi tha thứ cho các ông, cho tất cả những kẻ đã buộc tội tôi, bách hại tôi, và tôi nài xin Thiên Chúa xót thương tôi, cùng nâng đỡ tôi với hết lòng nhẫn nại và kiên trì trong giờ tôi hấp hối."

Vì các quan ở thành Newcastle có thẩm quyền thi hành án trên toàn hạt Tyneside nên linh mục Ingram được chuyển về nhà giam Newgate ở thành này. Đến ngày 26 tháng 7 năm 1594, anh được đưa sang đoạn đầu đài ở phía bên kia cây cầu (nay là nơi đặt cầu Swing), trên phố High của thị trấn Gateshead, đối diện với nhà nguyện thánh Edmund mà xưa quen gọi là nhà nguyện Papist. Ngay trước khi bị xử tử, anh bị nhốt tạm thời tại Tollbooth, một nhà giam địa phương nằm sát nơi hành quyết. Linh mục Richard Holtby có ghi lại quá trình chuẩn bị chịu tử hình, buổi tử hình của anh John cùng những lời anh John nói khi cầu nguyện và khi an ủi những người đứng xem:
"Tôi xin xác nhận với Chúa và các thánh thiên thần của Ngài rằng tôi sẽ chỉ hy sinh vì tôn giáo và đức tin Công giáo thánh thiện, đồng thời tôi cảm thấy vui mừng và hết lòng tạ ơn Chúa vì Người đã thương cho tôi được xứng đáng đổ máu mình xuống để làm chứng cho đức tin tại nơi này."

Một vị hữu trách đã đề nghị anh cầu nguyện cho Nữ vương, và anh đã cầu xin cho bà được ở ngôi lâu dài trong vinh quang Thiên Chúa và rằng việc ấy sẽ làm đẹp lòng Người. Khi mang trên cổ dây thòng lọng, anh đã cầu nguyện thêm một lúc nữa, sau hết anh hát bài ca vịnh Miserere mei, Deus (Lạy Thiên Chúa, xin thương xót tôi), làm một dấu Thánh giá và than rằng "In manus tuas commendo spiritum meum" (Trong tay Ngài, con xin phó thác hồn con), rồi bị thả cho dây thòng lọng siết lại. Sau khi đã qua đời, người ta hạ xác anh xuống rồi mổ bụng và cho phanh thây ra. Đầu của anh bị bêu trên một ngọn giáo đặt tại cây cầu bắc qua sông Tyne. Anh John Ingram chịu tử đạo năm 29 tuổi.
Sổ kế toán Thành phố Newcastle có ghi chép về chi phí dành cho công tác hành quyết linh mục John Ingram như sau: "Các chi phí cho buổi hành quyết linh mục chủng viện John Ingram đã chi – 2 silinh 6 xu. Chi phí trả cho người đặt phần xác đã phanh vào giá phơi thây: 18 xu và chi phí trả cho động vật thồ xác tới thị trấn: 4 xu – 22 xu. Chi phí mua một cái khóa cửa dùng cho nhà giam Tollbooth tại Gateside – 3 silinh 4 xu."
Khi tin tức anh John chịu tử vì đạo được truyền đến chủng viện English College ở thành Roma, các nhân viên và chủng sinh đã cùng nhau hát thánh thi Te Deum trong nhà nguyện của chủng viện và thêm dòng chữ "Martyro insigni coronatus" (n.đ. 'đã lãnh nhận triều thiên tử đạo') sau tên của anh.

## Tôn kính
Linh mục John Ingram được Giáo hoàng Pius XI tuyên chân phước vào ngày 15 tháng 12 năm 1929. Giáo hội Công giáo mừng kính chân phước John Ingram vào ngày 24 tháng 7 hàng năm.

### Tuần hành kỷ niệm chân phước John Ingram
Vào thập niên 1920, một linh mục tên là Joseph Starr, với lòng kính mến cách riêng dành cho vị tử đạo xứ Gateshead, ông đã đi trên đoạn đường mà linh mục John Ingram đi từ nhà giam đến nơi chịu tử đạo. Một vài năm sau khi đại lễ tuyên thánh cho 40 vị tử đạo Anh và xứ Wales diễn ra vào năm 1970, các thành viên của Hiệp hội Bác ái thánh Vincent de Paul thuộc giáo xứ Corpus Cristi, phường Bensham, thị trấn Gateshead đã khôi phục lại tập tục do linh mục Joseph Starr sáng lập để tưởng nhớ chân phước John Ingram và cổ vũ việc mở án phong thánh cho ông.